# Yangzhou
Yangzhou (chiń. 扬州; pinyin Yángzhōu) – miasto o statusie prefektury miejskiej we wschodnich Chinach, w prowincji Jiangsu, nad Wielkim Kanałem. W 2010 roku liczba mieszkańców miasta wynosiła 541 986. Prefektura miejska w 1999 roku liczyła 4 473 924 mieszkańców. Ośrodek handlu i usług, szkolnictwa wyższego, turystyki oraz przemysłu elektronicznego, elektrotechnicznego, precyzyjnego, chemicznego, włókienniczego i odzieżowego; ponadto wyrób instrumentów muzycznych, rzemiosło artystyczne i słynne herbaciarnie. Stolica rzymskokatolickiej prefektury apostolskiej Yangzhou.

## Historia
Miasto nabrało znaczenia w epoce Sui, kiedy zaczęło korzystać z dobrodziejstw Wielkiego Kanału.
Po upadku dynastii Tang przez krótki czas było stolicą państwa Wu.

## Zabytki oraz interesujące miejsca
- Daming si (Świątynia Wielkiej Światłości)
- Gaomin si wielki klasztor chan
- Shouxi Hu Gongyuan (Park Smukłego Jeziora Zachodniego)

## Współpraca
Miejscowości partnerskie:
- Atsugi, Japonia
- Bałaszycha, Rosja
- Breda, Holandia
- Bree, Belgia
- Colchester, Wielka Brytania
- Czedżu, Korea Południowa
- Herclijja, Izrael
- Karatsu, Japonia
- Kent, Stany Zjednoczone
- Porirua, Nowa Zelandia
- Rangun, Mjanma
- Razgrad, Bułgaria
- Rimini, Włochy
- Vaughan, Kanada
- Westport, Stany Zjednoczone